# Michella

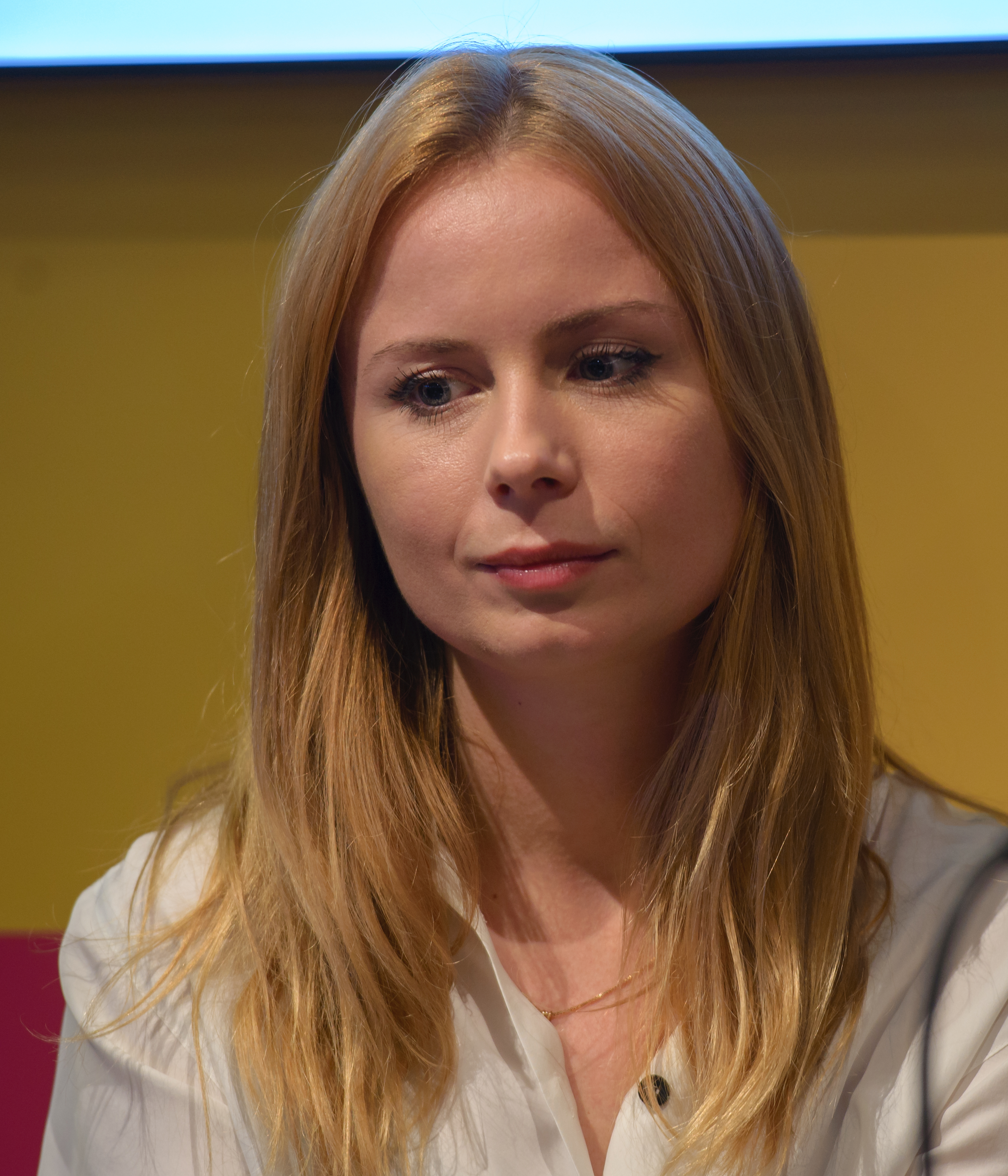
Michella Möller, 2014.

Michella är ett kvinnonamn, en variant av namnet Michelle som kommer från det hebreiska namnet Mikael som betyder "vem är som Gud".
I Sverige bär 57 kvinnor namnet. Michella har ingen namnsdag den svenska kalendern.